# Wereldkampioenschap wegrace 1994
Het wereldkampioenschap wegrace seizoen 1994 was het 46e in de geschiedenis van het door de FIM georganiseerde wereldkampioenschap wegrace.

## Kalender
| Ronde | Datum        | Race                       | Locatie        | Winnaar 125 cc    | Winnaar 250 cc       | Winnaar 500 cc | Winnaar zijspan 500 cc | Verslag |
| ----- | ------------ | -------------------------- | -------------- | ----------------- | -------------------- | -------------- | ---------------------- | ------- |
| 1     | 29 maart     | GP van Australië           | Eastern Creek  | Kazuto Sakata     | Max Biaggi           | John Kocinski  |                        | Verslag |
| 2     | 10 april     | GP van Maleisië            | Shah Alam      | Noboru Ueda       | Max Biaggi           | Mick Doohan    |                        | Verslag |
| 3     | 24 april     | GP van Japan               | Suzuka         | Takeshi Tsujimura | Tadayuki Okada       | Kevin Schwantz |                        | Verslag |
|       | 2 mei        | Groot-Brittannië †         | Donington      |                   |                      |                | Brindley / Hutchinson  |         |
| 4     | 8 mei        | GP van Spanje              | Jerez          | Kazuto Sakata     | Jean-Philippe Ruggia | Mick Doohan    |                        | Verslag |
| 5     | 22 mei       | GP van Oostenrijk          | Salzburgring   | Dirk Raudies      | Loris Capirossi      | Mick Doohan    |                        | Verslag |
| 6     | 12 juni      | GP van Duitsland           | Hockenheim     | Dirk Raudies      | Loris Capirossi      | Mick Doohan    | Biland / Waltisperg    | Verslag |
| 7     | 25 juni      | TT Assen                   | Assen          | Takeshi Tsujimura | Max Biaggi           | Mick Doohan    | Biland / Waltisperg    | Verslag |
| 8     | 3 juli       | GP van Italië              | Mugello        | Noboru Ueda       | Ralf Waldmann        | Mick Doohan    |                        | Verslag |
| 9     | 17 juli      | GP van Frankrijk           | Le Mans        | Noboru Ueda       | Loris Capirossi      | Mick Doohan    |                        | Verslag |
|       | 17 juli      | Oostenrijk †               | Österreichring |                   |                      |                | Dixon / Hetherington   |         |
| 10    | 24 juli      | GP van Groot-Brittannië    | Donington      | Takeshi Tsujimura | Loris Capirossi      | Kevin Schwantz | Biland / Waltisperg    | Verslag |
| 11    | 21 augustus  | GP van Tsjechië            | Brno           | Kazuto Sakata     | Max Biaggi           | Mick Doohan    | Biland / Waltisperg    | Verslag |
| 12    | 11 september | GP van de Verenigde Staten | Laguna Seca    | Takeshi Tsujimura | Doriano Romboni      | Luca Cadalora  |                        | Verslag |
|       | 11 september | Nederland †                | Assen          |                   |                      |                | Biland / Waltisperg    |         |
| 13    | 25 september | GP van Argentinië          | Buenos Aires   | Jorge Martínez    | Tadayuki Okada       | Mick Doohan    |                        | Verslag |
| 14    | 9 oktober    | GP van Europa              | Catalunya      | Dirk Raudies      | Max Biaggi           | Luca Cadalora  | Dixon / Hetherington   | Verslag |

† Race in het kader van het wereldkampioenschap superbike verreden.